# 1424 Sundmania
1424 Sundmania è un asteroide della fascia principale del diametro medio di circa 70,75 km. Scoperto nel 1937, presenta un'orbita caratterizzata da un semiasse maggiore pari a 3,1906453 UA e da un'eccentricità di 0,0665365, inclinata di 9,19568° rispetto all'eclittica.
L'asteroide prende il nome da Karl Sundmana, matematico finlandese.